# Czerwiennik
Czerwiennik – wzniesienie o wysokości 58,2 m n.p.m. na Wybrzeżu Koszalińskim, położone w woj. zachodniopomorskim, w powiecie sławieńskim, na obszarze gminy Postomino.
Na południe od Czerwiennika leży wieś Karsino.
Nazwę Czerwiennik wprowadzono urzędowo w 1953 roku, zastępując poprzednią niemiecką nazwę Scherwinningen Berg.